# Cuban Pacification Medal (Navy)
La Cuban Pacification Medal (Navy) (en français: Médaille de la pacification de Cuba (Marine)) est une récompense militaire de la marine américaine (US Navy) qui a été créée par des ordres du Département de la Marine des États-Unis (United States Navy Department) le 13 août 1909. La médaille a été décernée aux officiers et aux hommes enrôlés qui ont servi à terre à Cuba entre le 12 septembre 1906 et le 1er avril 1909, ou qui ont été attachés à un nombre spécifique de navires, pour la pacification de Cuba.

## Navires éligibles
Les équipages des navires suivants ont reçu la Cuban Pacification Medal (Navy) pour avoir servi pendant les périodes indiquées :
| Navire          | Dates                                                                                    | Navire        | Dates |
| --------------- | ---------------------------------------------------------------------------------------- | ------------- | --- |
| USS Alabama     | 11–16 février 1907                                                                       | USS Brooklyn  | 7 octobre –1er novembre 1906 |
| USS Celtic      | 28 septembre 1906 – 15 janvier 1907                                                      | USS Cleveland | 21 septembre 1906 – 13 janvier 1907 |
| USS Columbia    | 20 octobre 1906 – 17 avril 1907                                                          | USS Denver    | 12 septembre 1906 – 2 octobre 1906 |
| USS Des Moines  | 15 septembre 1906 – 25 janvier 1907                                                      | USS Dixie     | 12–21 septembre 1906 7 janvier 1907 – 18 août 1907 |
| USS Dubuque     | 18–19 mai 1907                                                                           | USS Eagle     | 4 décembre 1906–1er juin 1907 |
| USS Illinois    | 11–16 février 1907                                                                       | USS Indiana   | 30 septembre–8 octobre 1906 11–16 février 1907 |
| USS Iowa        | 11–16 février 1907                                                                       | USS Kentucky  | 30 septembre–9 octobre 1906 |
| USS Louisiana   | 21 septembre–13 octobre 1906 25–29 décembre 1906                                         | USS Marietta  | 14 septembre 1906 – 9 octobre 1907 18–21 janvier 1907 7 février 1907–7 février 1908 18–25 mars 1908 15–16 avril 1908 27 mai–9 juin 1908 30 juin –11 juillet 1908 |
| USS Minneapolis | 22 septembre–22 octobre 1906                                                             | USS Newark    | 22 septembre–9 novembre 1906 |
| USS New Jersey  | 21 septembre–13 octobre 1906                                                             | USS Paducah   | 12 septembre 1906 – 1er avril 1909 |
| USS Prairie     | 6 octobre–21 novembre 1906 29 janvier–16 mai 1907 25–31 décembre 1908 17-23 janvier 1909 | USS Tacoma    | 21 septembre 1906–26 février 1907 |
| USS Texas       | 9–30 octobre 1906                                                                        | USS Virginia  | 21 septembre–13 octobre 1906 |

## Source
- (en) Cet article est partiellement ou en totalité issu de l’article de Wikipédia en anglais intitulé « Cuban Pacification Medal (Navy) » (voir la liste des auteurs).